# Мальгіна Ірина Анатоліївна
Ірина Анатоліївна Мальгіна (8 червня 1973, Мурманськ, РРФСР, СРСР) — російська біатлоністка, чемпіонка світу з біатлону в змішаній естафеті, п'ятиразова чемпіонка Європи з біатлону, переможниця та призерка етапів Кубка світу з біатлону.

## Кар'єра в Кубку світу
- Дебют в кубку світу — 6 грудня 2001 року в спринті в Гохфільцені — 43 місце.
- Перше попадання в залікову зону — 9 грудня 2001 року в гонці переслідуванняі в Гохфільцені — 29 місце.
- Перше попадання на подіум — 15 березня 2002 року в естафеті в Лахті — 2 місце.
- Перша перемога — 11 грудня 2002 року в естафеті в Поклюці — 1 місце.
- Перша особиста перемога — 29 листопада 2006 року в індивідуальній гонці в Естерсунді — 1 місце.

## Виступи на чемпіонатах світу
| Рік  | Міце проведення | Інд | Спр | Пр | МС | Ест | ЗМ |
| 2006 | Поклюка         |     |     |    |    |     | 1  |
| 2007 | Антхольц        |     | 39  | 43 |    |     | 9  |

## Загальний залік в Кубку світу
- 2001—2002 — 26-е місце (200 очок)
- 2002—2003 — 66-е місце (4 очки)
- 2004—2005 — 50-е місце (43 очки)
- 2005—2006 — 47-е місце (56 очок)
- 2006—2007 — 33-е місце (161 очко)

## Статистика стрільби
| № п/п | Сезон     | Загальна        | Індивідуальна гонка | Спринт        | Гонка переслідування | Мас-старт     | Естафета      |
| ----- | --------- | --------------- | ------------------- | ------------- | -------------------- | ------------- | ------------- |
| 1     | 2001-2002 | 80,4% (222/276) | 78,3% (47/60)       | 80,0% (32/40) | 87,0% (87/100)       | 65,0% (26/40) | 83,3% (30/36) |
| 2     | 2002-2003 | 77,8% (49/63)   | 75,0% (15/20)       | 70,0% (7/10)  | 85,0% (17/20)        | 0,0% (0/0)    | 0,0% (0/0)    |
| 3     | 2004-2005 | 78,2% (86/110)  | 72,5% (29/40)       | 83,3% (25/30) | 80,0% (32/40)        | 0,0% (0/0)    | 0,0% (0/0)    |
| 4     | 2005-2006 | 77,2% (139/180) | 65,0% (26/40)       | 76,7% (46/60) | 83,8% (67/80)        | 0,0% (0/0)    | 0,0% (0/0)    |
| 5     | 2006-2007 | 74,4% (235/316) | 90,0% (36/40)       | 70,0% (56/80) | 69,0% (69/100)       | 73,3% (44/60) | 83,3% (30/36) |

## Виноски
1. ↑  В дужках наведена кількість влучних пострілів та загальна кількість пострілів. В статистиці стрільби рахуються постріли, які здійснив біатлоніст на етапах кубка світу та чемпіонаті світу